# 로드리고 보르하
로드리고 보르하 세바요스(스페인어: Rodrigo Borja Cevallos, 1935년 6월 19일~)는 에콰도르의 정치인으로 1988년 8월 10일부터 1992년 8월 10일까지 대통령을 지냈다. 그는 보르자가의 후손이기도 하다.

## 일생
에콰도르의 수도 키토에서 태어났으며, 재빠르게 지지세를 확장한 민주좌파당을 창당한 인물이기도 하다. 다선 국회의원을 지내다가 1982년 퇴임했다. 1978년 처음으로 대선에 도전했으나 4위로 낙선했으며, 1984년 대선 때는 36%를 득표해 본선에서 1위를 기록했으나, 결선에서 낙선했다. 이후 1988년 대통령으로 당선되었다.
대통령 재임 시절 에콰도르 내 경제 이슈에 집중했으며, 아메리카 대륙의 다른 나라들과 협력을 강화했다. 1990년 7월 22일부터 23일까지 조지 허버트 워커 부시 미국 대통령과 시간을 보내기도 했는데, 테니스도 같이 쳤다. 이후 둘은 1992년 2월 26일 마약 정책 회담 때 재회했다.
다른 에콰도르의 대통령들처럼 재선 금지 조항에 걸려 1선으로 물러났지만, 퇴임 이후에도 민주좌파당의 대표직을 유지했다. 1994년 국민투표를 거쳐 대통령의 재선이 가능해지자, 1998년 재출마했으나 12%를 득표해 3위로 낙선했으며, 2002년 14%를 득표해 4위로 낙선했다.
교황 알렉산데르 6세와 그의 아들 후안 보르자 데 간디아 공작의 후예라는 설이 있다.

## 가족
1966년 12월 16일 키토에서 카르멘 칼리스토와 결혼했으며, 슬하에 네 자녀를 두고 있다:
- 가브리엘라 보르하 칼리스토
- 마리아 델 카르멘 보르하 칼리스토
- 로드리고 보르하 칼리스토
- 베로니카 보르하 칼리스토